# Токмачане
Токмача́не — колишній населений пункт, село Чернігівського району Запорізької області.

## Географія
Село розташовувалося у верхній частині Чернігівки по обох берегах річки Токмак. Нині це частина Чернігівки.

## Назва
Назва походить від назви річки Токмак.

## Історія
Початком заселення, як і всієї Чернігівки був рік 1783, коли сюди переселилися селяни з Чернігівського воєводства.  Спочатку селяни жили однією общиною, але у 1852 році нижня частина відмежувалася, утворивши земельну общину №2, Низяни. У 1873 році верхня частина села розпалася на дві поземельні общини, №1 і №3, Токмачанську та Сисикулацьку відповідно.
До жовтневого перевороту 1917 року общиною управляв староста та писар, тут були дві земські школи. У січні 1918 року утворився Токмачанський сільревком. У 1924—1927 роках село носило назву Будьонівка. У період колективізації в 1930 році в селі було утворено 3 сільгоспартілі.
У часи голодомору 1932—1933 років померла з голоду велика кількість людей. Під час сталінських репресій було репресовано багато осіб.
На фронтах Другої Світової воювало 1729 селян, 1230 загинуло, 650 нагороджено орденами та медалями. під час окупації фашисти вбили 10 жителів села, зруйнували багато будівель.
У 1950 року в результаті укрупнення було утворено один колгосп «ім. Будьоного», який у 1957 році перейменували в «Більшовик». У цьому ж році була утворена Чернігівська селищна рада і село Токмачане припиняє існування як адміністративно-територіальна одиниця. Назва Токмачанської восьмирічної школи зберігалась до 1965 року, а Токмачанського будинку культури дотепер. Жителі села заснували с. Чернігово-Токмачанськ, с. Котлярівка, х. Шевченко, с. Верхній Токмак.